# Week oorzwammetje
Het week oorzwammetje (Crepidotus mollis), is een schimmel uit de familie Crepidotaceae. De soort groeit op loofhout (dood) en op zowel voedselarme als -rijke grond. Vruchtlichamen staan meestal in grote aantallen bij elkaar.

## Kenmerken

### Uiterlijke kenmerken
hoed
De hoed heeft een diameter van 1 tot 6 cm. De vorm is nier- tot schelpvormig. De kleur is roomwit/okerkleurig in vochtige toestand tot grijswit bij droogte. Bij oude exemplaren kan de hoedrand gaan omkrullen. Het vlees voelt week en gelatine-achtig aan. Net als rubber kan het behoorlijk ver worden uitgerekt voordat het scheurt.
lamellen
De lamellen zijn wit tot vuilbruin van kleur en staan wijd uit elkaar.
steel
Een steel is meestal afwezig, maar als er een kleine, rudimentaire steel aanwezig is, is deze fijn tomentose.
vlees
Het gelatineuze, glazige vruchtvlees is bleek tot olijfbruin.
smaak
De smaak is mild en weinig karakteristiek.

### Microscopische kenmerken
De sporen zijn ellipsvormige tot amandelvormig en meten 6,5–9 × 4,5–6 µm. De bijna draadvormige cheilocystidia zijn gedeeltelijk bolvormig en verdikt of kopvormig.

## Verspreiding
Het week oorzwammetje komt bijna overal in de wereld voor. In Nederland heeft de soort de status algemeen en kan vooral worden waargenomen in de nazomer tot de winter.

## Naam
- Crepidotus betekent in de vorm van een muiltje (krepis = muiltje).
- De soortaanduiding mollis is Latijn voor zacht/teder.

## Foto's

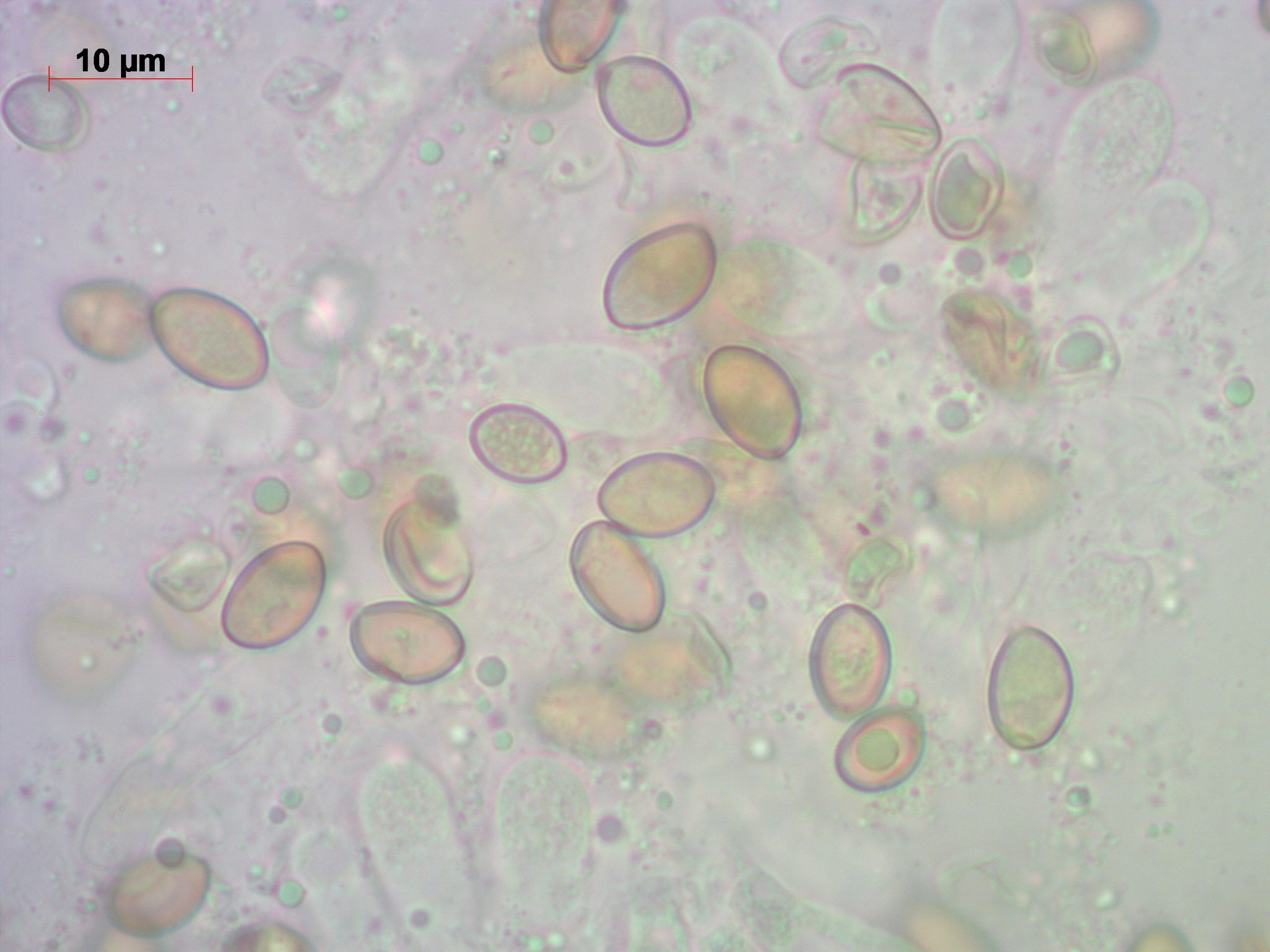
Sporen
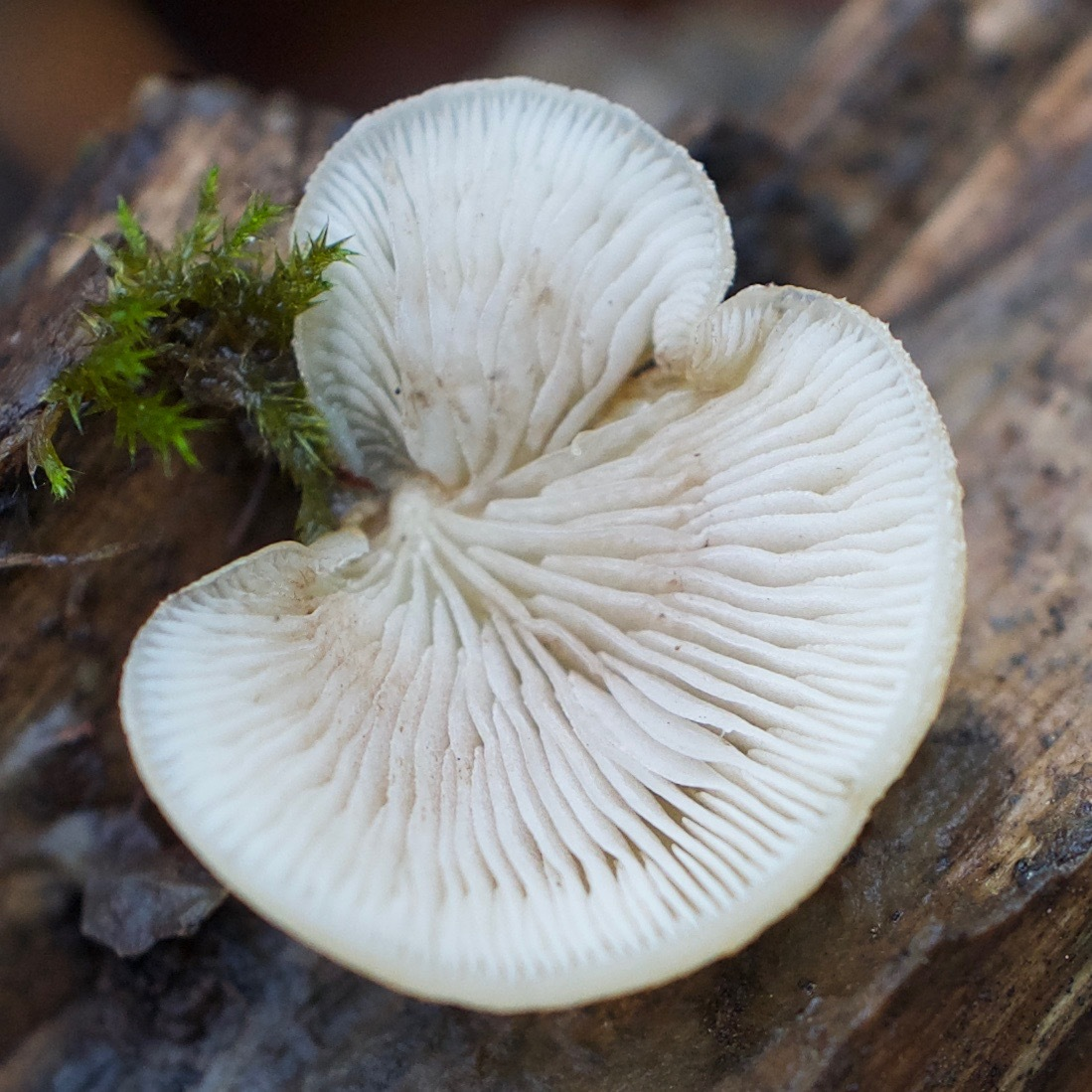
Lamellen
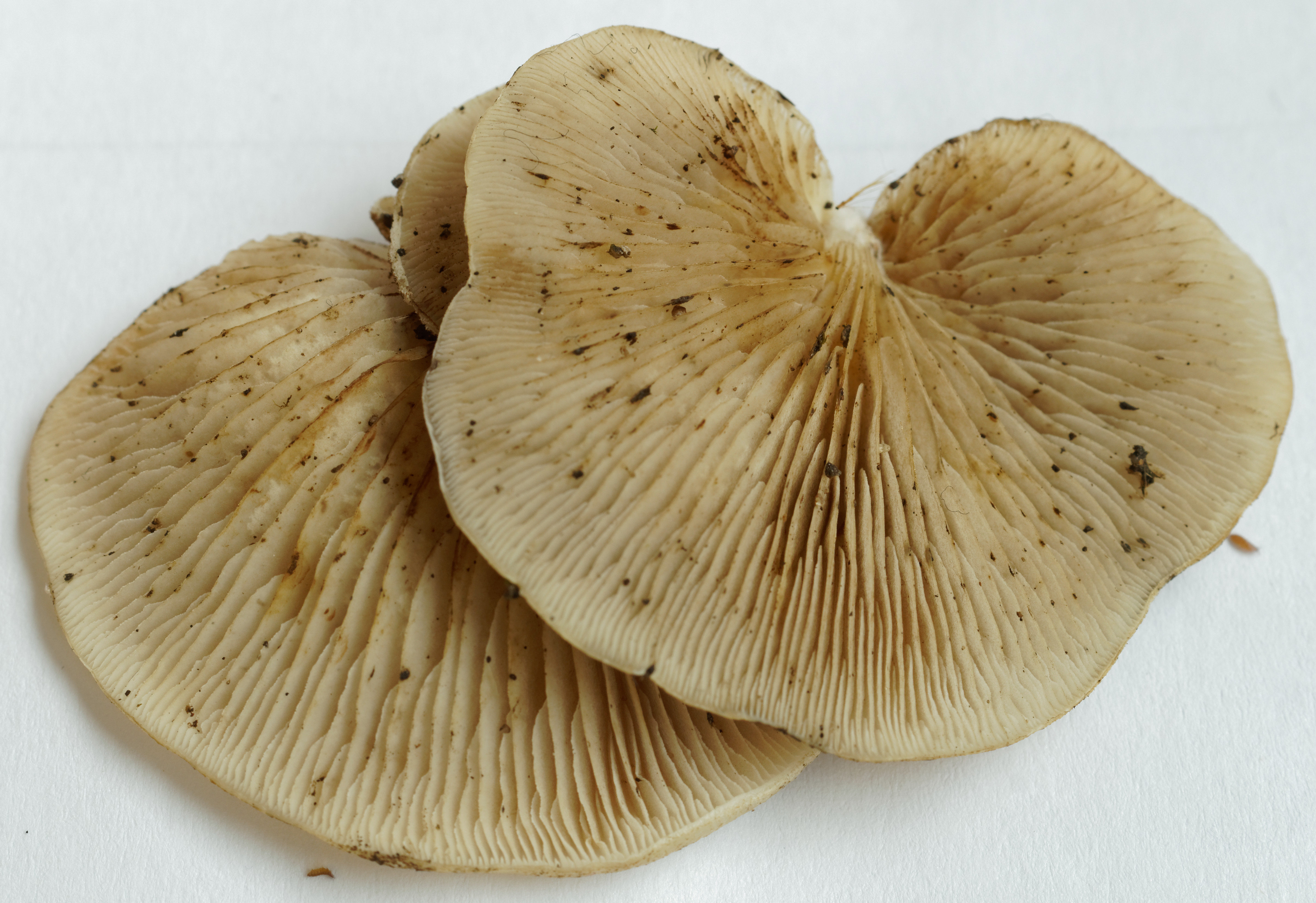
Lamellen
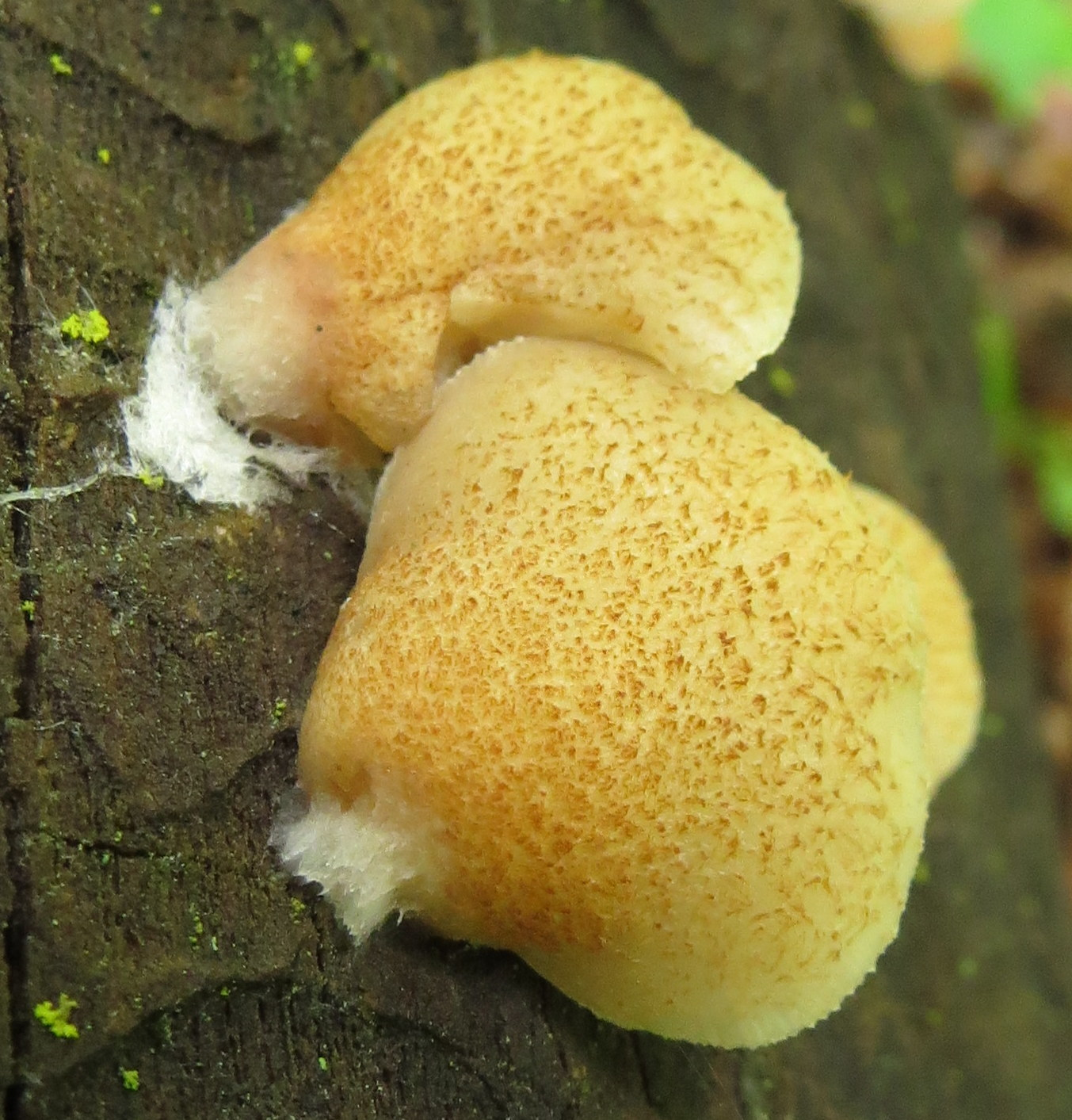
Bovenaanzicht